# Hagen (Holsten)
 For alternative betydninger, se Hagen (flertydig). (Se også artikler, som begynder med Hagen)
Hagen er en by og en kommune i det nordlige Tyskland, beliggende i Amt Bad Bramstedt-Land i
den vestlige del af Kreis Segeberg. Kreis Segeberg ligger i den sydøstlige del af delstaten Slesvig-Holsten.

## Geografi
Hagen ligger omkring syv kilometer nordvest for Bad Bramstedt. Mod syd går Bundesstraße B206 fra Bad Bramstedt mod Itzehoe.
Det 12 hektar store beskyttede landskab Hagener Moor ligger i kommunen.